# ATP Challenger Lancaster
Das ATP Challenger Lancaster (offiziell: Lancaster Challenger) war ein Tennisturnier, das einmalig 1978 in Lancaster, Pennsylvania, stattfand. Es gehörte zur ATP Challenger Tour und wurde im Freien auf Hartplatz gespielt.

## Liste der Sieger

### Einzel
| Jahr | Sieger          | Finalgegner  | Ergebnis      |
| ---- | --------------- | ------------ | ------------- |
| 1978 | Erik van Dillen | Kevin Curren | 6:4, 6:7, 7:6 |

### Doppel
| Jahr | Sieger                     | Finalgegner                | Ergebnis |
| ---- | -------------------------- | -------------------------- | -------- |
| 1978 | Matt Mitchell William Maze | Peter Rennert Kevin Curren | 7:5, 6:3 |